# Eating Las Vegas
Pour plus de détails, voir Fiche technique et Distribution.
Eating Las Vegas est un moyen métrage américain réalisé par Tracy Fraim, sorti en 1997.

## Synopsis
Sous le même principe que le film Leaving Las Vegas où un alcoolique se rend à Las Vegas pour boire jusqu'à ce que mort s'ensuive, un glouton décide d'aller à Las Vegas, où il décide d'en finir avec la vie en s'empiffrant de nourriture.  Le glouton, sans le sou, emprunte constamment de l'argent à sa famille et ses connaissances pour aller dans les restaurants et manger.  Il fait la rencontre d'une prostituée au cœur d'or qui accepte de le suivre jusqu'à sa fin. Plusieurs vedettes de l'époque ont accepté de faire un caméo dans la petite production, dont Dean Cain.

## Fiche technique
- Titre original : Eating Las Vegas
- Réalisation : Tracy Fraim
- Assistant-réalisateur : Robert Brooks Mendel
- Scénario : Art Edler Brown, Tracy Fraim
- Production : Fuller French
- Société(s) de production : sociétés de production
- Budget : 22 500 $ (estimation)
- Pays de production :  États-Unis
- Langue originale : anglais
- Format : couleur
- Genre : court-métrage, comédie
- Durée : 40 minutes
- Dates de sortie :
  - États-Unis : 1997

## Distribution
- Dean Cain : Rick
- Julie Benz : Sheila
- Brad Grunberg : Bruce
- Rebecca McFarland : caissier de banque
- Brigitte Jacoby-Baker : Wilma
- Andy Dick
- Wendy Worthington : réceptionniste
- Raymond J. Barry : Gay Boon